# Biriukove (Odesa)
Biriukove  (ucraniano: Бірюкове) es una localidad del Raión de Mykolaivka en el Óblast de Odesa de Ucrania. Según el censo de 2001, tiene una población de 68 habitantes.